# Луис де Бенавидес и Каррильо де Толедо

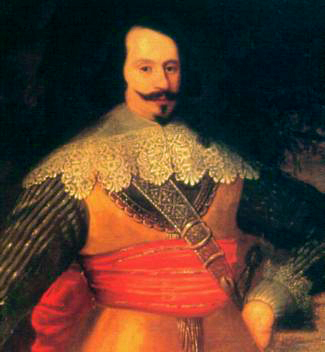
Маркиз де Карасена, портрет 1636 года

Луис Франсиско де Бенавидес Каррильо де Толедо, 3-й маркиз Карасена, 5-й маркиз Фромиста (исп. Luis Francisco de Benavides Carrillo de Toledo ; 20 сентября 1608, Валенсия — 6 января 1668, Мадрид) — испанский дворянин, генерал и политический деятель. Он был губернатором Габсбургских Нидерландов с 1659 по 1664 год.

## Биография
Родился 20 сентября 1608 года в Валенсии. Выросший в испанской дворянской семье, он был сыном Луиса Франсиско де Бенавидес, 4-го маркиза Фромиста, и Аны Каррильо де Толедо, 2-й маркизы Карасены и 2-й графини Пинто, от которых он унаследовал три дворянских титула.
Луис сделал военную карьеру во время многочисленных сражений в Италии и Фландрии в 1629—1659 годах. В 1652 году он завоевал крепость Казале-Монферрато.
Он был губернатором Милана с 1648 по 1656 год. После поражения Хуана Австрийского Младшего в битве при Дюнах (1658 год) маркиз Карасена был назначен его преемником. После заключения Пиренейского договора (1659) в Габсбургских Нидерландах наступил период относительного мира. Несмотря на это, управлять государством Карасене было нелегко, поскольку к тому времени различные войны поставили Испанию на грань банкротства.
В 1664 году он вернулся в Испанию, чтобы принять на себя командование войной против Португалии, которая шла плохо после ряда военных неудач, последний раз после поражения в 1663 году в битве при Амейшиале, близ Эстремоша, того же Хуана Австрийского Младшего. Командование Карасены испанскими войсками в Португалии было недолгим; он потерпел решительное поражение от Антониу Луиша ди Менезиша в сражении при Монтиш-Кларуше в 1665 году. Поражение фактически положило конец войне в пользу португальцев.
После битвы маркиза Карасену обвинили в измене и трусости. Он защищался, утверждая, что он не виноват, а скорее поражение произошло из-за плохого состояния испанской армии, интриг в испанском дворе и нехватки средств для затягивания войны против Португалии. После этого он был проигнорирован испанской короной и умер от болезни в 1668 году.

## Семья
Был женат на Каталине Понсе де Леон Кордова де Арагон (1629—1701), дочери Родриго Понсе де Леона и Альвареса де Толедо, 4-го герцога де Аркос, вице-короля Валенсии и Неаполя, и Анны Франсиски Фернандес де Арагон и Кардона. У супругов было двое дочерей:
- Анна Антония де Бенавидес Понсе де Леон, 4-й маркиз де Карасена (1656—1707), жена с 1672 года Гаспара Тельес-Хирона и Сандоваля, 5-го герцога Осуна
- Мария де Бенавидес Понсе де Леон, жена Луиса де Москосо Осорио Месиа де Гусман Мендоса и Рохаса, 8-го графа де Альтамира.